# Гоптівка
Го́птівка — прикордонне село в Україні, у Дергачівській міській громаді Харківського району Харківської області. Населення становить 999 осіб. До 2020 орган місцевого самоврядування — Токарівська сільська рада.

## Географія
Село Гоптівка знаходиться біля витоків річки Татарка, яка через 7 км впадає в річку Лопань (ліва притока). Примикає до села Кудіївка, на відстані 2 км розташовані села Бугаївка, Токарівка, Кочубеївка, Шопине, на відстані 2 км проходить автомобільна дорога М20. До кордону з Росією 3 км.
Відстань до центру громади становить понад 33 км і проходить автошляхом місцевого значення, який переходить в E105, із яким збігається М20.
Поруч із селом розташований однойменний прикордонний пункт контролю з Росією, відкритий 2002 року, «Гоптівка»—"Нехотєєвка". Гоптівка — один із найбільших автомобільних переходів на українсько-російському кордоні.

## Населення

### Мова
Розподіл населення за рідною мовою за даними перепису 2001 року:
| Мова       | Кількість | Відсоток |
| ---------- | --------- | -------- |
| українська | 694       | 69.47%   |
| російська  | 302       | 30.23%   |
| вірменська | 3         | 0.30%    |
| Усього     | 999       | 100%     |

## Історія
Село засноване в 1850 році.
За даними на 1864 рік на хуторі Гоптина Дементіївської волості Харківського повіту мешкало 157 осіб (72 чоловічої статі та 85 — жіночої), налічувалось 21 дворове господарство.
Станом на 1914 рік кількість мешканців зросла до 1234 осіб.
В селі 18 багатоповерхових будинків, село газифіковане.
12 червня 2020 року, розпорядженням Кабінету Міністрів України № 725-р «Про визначення адміністративних центрів та затвердження територій територіальних громад Харківської області», увійшло до складу Дергачівської міської громади.
19 липня 2020 року, в результаті адміністративно-територіальної реформи та ліквідації Дергачівського району, село увійшло до складу Харківського району.